# MediaLib
mediaLib (multimedia library) — низкоуровневая библиотека для ускорения мультимедийных приложений с интерфейсами к Си, разработана Sun Microsystems и открыта под лицензией CDDL как часть проекта OpenSolaris.
Библиотека реализована на ANSI C, но использует преимущества инструкций SIMD на различных типах процессоров для увеличения скорости работы. Изначально она разрабатывалась с поддержкой VIS на процессорах SPARC, позже была добавлена поддержка MMX/SSE/SSE2 на процессорах Intel и AMD.